# Machimus pyragra
Machimus pyragra är en tvåvingeart som först beskrevs av Philipp Christoph Zeller 1840.  Machimus pyragra ingår i släktet Machimus och familjen rovflugor. Inga underarter finns listade i Catalogue of Life.